# Евгений Алексеев (адмирал)
Евгений Иванович Алексеев (на руски: Евге́ний Ива́нович Алексе́ев, 1843 – 1917, Ялта) е руски военен и държавен деец, генерал-адютант (1901), адмирал (6 април 1903 г.).
Участва в редица далечни плавания, извършва три околосветски пътешествия. Участник в т.нар. безобразовска клика. В качеството си на главен началник на Квантунската област, спомага за настъпването на руско-японската война през 1904 – 1905 г. Императорски наместник в Далечния изток и командващ руските войски в Порт Артур и Манджурия.